# NGC天体列表 (5000-5999)
NGC天体列表索引：1-999 | 1000-1999 | 2000-2999 | 3000-3999 | 4000-4999 | 5000-5999 | 6000-6999 | 7000-7999

## 5000─5099
- NGC 5024 ─ M53，这是一个球状星团，在后发座
- NGC 5055 ─ M63，太阳花星系，在猎犬座
- NGC 5078 ─ 一个透镜状星系

## 5100─5199
- NGC 5128 ─ 半人马座A，一个罕有的星系，它接近全天最强辐射源
- NGC 5139 ─ 球状星团半人马座Ω
- NGC 5189 ─ 一个行星状星云
- NGC 5194 ─ M51，漩涡星系，在猎犬座
- NGC 5195 ─ 漩涡星系的姊妹星系

## 5200─5299
- NGC 5236 ─ M83，南风车星系，在长蛇座
- NGC 5248 ─ C45,位于牧夫座，是一个螺旋星系
- NGC 5272 ─ M3，这是一个球状星团，在猎犬座

## 5300─5399
- NGC 5398 ─ 一个漩涡星系

## 5400─5499
- NGC 5457 ─ M101，风车星系，在大熊座
- NGC 5466 ─ 一个松散的球状星团，在牧夫座
- NGC 5474 ─ 一个不规则漩涡星系，靠近M101

## 5500─5599
- NGC 5584－漩渦星系，在室女座。

## 5600─5699
- NGC 5679 ─ 由三個相當靠近的星系組成，又稱為阿普 274（Arp 274），在室女座。

## 5700─5799
- NGC 5749 ─ 一个疏散星团，在豺狼座

## 5800─5899
- NGC 5822 ─ 疏散星团，在豺狼座
- NGC 5824 ─ 球状星团，在豺狼座
- NGC 5866 ─ 天龙座紡綞星系，但是否就是M102還有爭論。
- NGC 5882 ─ 行星状星云，在豺狼座

## 5900─5999
- NGC 5904 ─ M5，这是一个球状星团，在巨蛇座
- NGC 5921 ─ 这是一个漩涡星系
- NGC 5962 ─ 这是一个漩涡星系
- NGC 5964 ─ 这是一个漩涡星系
- NGC 5986 ─ 这是一个球状星团，在豺狼座